# マルガレーテ・フォン・ホラント
マルガレーテ・フォン・ホラント（ドイツ語:Margarethe (I.) von Holland、1311年 - 1356年6月23日）は、神聖ローマ皇帝ルートヴィヒ4世の2番目の皇后。エノー女伯（マルグリット2世）、ホラント女伯（マルガレーテ1世）、ゼーラント女伯。エノー伯ギヨーム1世の長女。母ジャンヌはヴァロワ伯シャルル（ヴァロワ家の祖）の娘で、フランス王フィリップ6世の妹。イングランド王スティーブンの子孫、またローマ王ヴィルヘルム・フォン・ホラント（ホラント伯ウィレム2世）の妹の曾孫にあたる。フランス語名マルグリット（Marguerite）、オランダ語名マルハレタ（Margaretha）。兄にエノー伯ギヨーム2世、妹にイングランド王エドワード3世の王妃フィリッパ・オブ・エノーがいる。

## 生涯
1324年2月25日に最初の妃ベアトリチェ・シフィドニツカに先立たれたルートヴィヒ4世とケルンで結婚した。1345年に兄ギヨーム2世が子供のないまま没したため、伯位を継承した。しかし、1350年にネーデルラントで派閥抗争が起こり、マルガレーテと次男のヴィルヘルムがそれぞれ擁立された。1354年に和睦、ホラント、ゼーラントはヴィルヘルムに譲渡、エノーはマルガレーテの手元に残された。
1356年のマルガレーテの死により、エノーもヴィルヘルムが手に入れたが、1357年に精神に異常をきたし、代わりにマルガレーテの三男アルブレヒトが摂政としてネーデルラントを統治した。

## 子女
1. マルガレーテ（1325年 - 1374年）
  1. 1351年、ブダでスラヴォニア公シュテファンと結婚
  2. 1357年/1358年、ゲルラッハ・フォン・ホーエンローレと再婚
2. アンナ（1326年頃  - 1361年6月3日） - 下バイエルン公ヨハン1世と結婚
3. ルートヴィヒ（1328年 - 1365年） - 上バイエルン公、ブランデンブルク辺境伯（後に選帝侯）
4. エリーザベト（1329年  -  1402年8月2日）
  1. 1350年、ヴェローナ領主カングランデ2世デッラ・スカラと結婚
  2. 1362年、ヴュルテンベルク伯ウルリヒと再婚
5. ヴィルヘルム（1330年 - 1389年） - 下バイエルン＝シュトラウビング公、エノー伯、ホラント伯、ゼーラント伯
6. アグネス（1335年 - 1352年）
7. アルブレヒト（1336年 - 1404年） - 下バイエルン＝シュトラウビング公、エノー伯、ホラント伯、ゼーラント伯
8. オットー（1340年 - 1379年） - 上バイエルン公、ブランデンブルク選帝侯
9. ベアトリクス（1344年 - 1359年） - スウェーデン王エリク12世妃
10. ルートヴィヒ（1347年 - 1348年）

エノー伯およびホラント伯の紋章